# 적응 다중 속도 광대역
적응 다중 속도 광대역(영어: Adaptive Multi-Rate Wideband, 또는 AMR-WB)은 ACELP와 비슷한 방법으로 사용한 AMR 인코딩에 기반해서 개발한 특허된 광대역 음성부호화 표준이다. AMR-WB는 일반적으로 300-3400 Hz의 POTS 회선 품질에 최적화된 협대역 음성 코더에 비해 50-7000 Hz의 보다 넓은 음성 대역폭을 통해 향상된 음성 품질을 제공한다. AMR-WB는 노키아와 보이스에이지가 개발하였으며, 3GPP가 처음 규정하였다.
AMR-WB는 이전에는 '적응 다중 속도 광대역(AMR-WB)를 이용하여 약 16 Kbit/s의 광대역 음성 부호화'로 불렸으나, ITU-T 표준 음성 코덱인 G.722.2으로서 규정되어 있다. G.722.2 AMR-WB는 3GPP의 AMR-WB와 같은 코덱이다.

## 라이선스
G.722.2는 보이스에이지 사가 라이선스를 갖고 있다.

## 참조
1. ↑  “VoiceAge Corporation - Complete Profile”. Industry Canada - ic.gc.ca. 2008년 3월 13일. 2011년 10월 26일에 원본 문서에서 보존된 문서. 2009년 9월 11일에 확인함.
2. ↑  “VoiceAge Announces the Creation of a Patent Pool for AMR-WB/G.722.2 Speech Compression Standards”. ecplaza.net. 2009년 7월 21일. 2011년 7월 23일에 원본 문서에서 보존된 문서. 2009년 9월 11일에 확인함.
3. ↑  VoiceAge Corporation (2009년 7월 21일). “VoiceAge Announces the Creation of a Patent Pool for AMR-WB/G.722.2 Speech Compression Standards”. VoiceAge Corporation. 2010년 1월 28일에 원본 문서에서 보존된 문서. 2009년 9월 11일에 확인함.
4. ↑  VoiceAge Corporation. “Licensing for AMR-WB/G.722.2”. VoiceAge Corporation. 2009년 9월 11일에 확인함.

## 같이 보기
- AMR
- G.722
- G.722.1
- 3GP
- 오디오 코덱